# Многоклетъчно
Многоклетъчните организми са организми, съставени от повече от една клетка. Те са по-сложно устроени от едноклетъчните. Многоклетъчните организми са разделени на три царства: на растенията, на гъбите и на животните.

## Видове многоклетъчни организми

### Растения
Растенията са самостоятелно царство многоклетъчни организми, включващо около 300 хил. съвременни вида. Най-често те имат автотрофно хранене – фотосинтеза, но се срещат и паразитни растения. Повечето растения имат специализирани органи – листа, които функционират като колектори на слънчева енергия. Животът на Земята е немислим без растенията. Те са основните продуценти на планетата. Синтезират органичните вещества, използвайки за процеса енергията на слънчевите лъчи. С тези органични вещества се хранят останалите земни обитатели. При фотосинтезата се отделя (като страничен продукт) кислород, който е необходим за живота на Земята. Така растенията изпълняват ролята на посредници, свързващи слънчева енергия и земния живот.

### Гъби
Гъбите са самостоятелно царство многоклетъчни организми. Царството обединява над 90 хиляди вида, които са широко разпространени – срещат се във вода, въздух, почва и в други организми. По редица признаци те приличат на растенията – неподвижност, възможност да синтезират витамини, нарастват с върха и клетките им имат клетъчна стена; а по други – на животните: безхлорофилни организми, хетеротрофно хранене, резервен въглехидрат в клетките им е гликогена и др. Тялото на гъбите се нарича мицел и е съставено от нишковидни хифи. Хранят се хетеротрофно – паразитно и сапрофитно. Голяма част от гъбите са паразити и предизвикват заболявания при растенията, животните и човека. Плодното тяло на т.нар. гуглести гъби (които в нашите представи се покриват с т.нар. типични гъби) има малка хранителна стойност, но добри вкусови качества. Голяма част от тези гъби обаче натрупват в клетките си отровни вещества.

### Животни
Животните са самостоятелно царство многоклетъчни организми. Имат хетеротрофно хранене – в процеса на еволюцията са се приспособили към хранене с готова органична материя. Те се придвижват в пространството (с изключение на някои прикрепени видови и някои паразити) благодарение на специализирани органи за движение. Имат нервна система, чрез която приемат информация от околната среда и бързо реагират на нея. Средата им на обитание е изключително разнообразна: едни живеят във водата, други „предпочитат“ границата между вода и суша, трети са типично сухоземни, а четвърти обитават повърхността или вътрешността на други организми. Съществуват от 1,5 до 2 млн. вида животни, като 3/4 от тях са насекоми.
- Най-елементарни са колониалните животни. Те се състоят от множество клетки, еднакви по своя състав. Понякога някои от тези клетки имат специални функции – за защита, за хранене, за придвижване и др. Размножаването е чрез деление. Представители – волвокс.
- Следващите по развитие животни са Мешестите. При тях има вътрешна за тялото кухина, където се приема храната. Тези животни имат един отвор за поглъщане и за изхвърляне след хранене на неусвоените вещества. Представители – медуза.
- По-висши от Мешестите са плоските червеи, които имат два отвора – за хранене и отделяне.
- Следват кръглите червеи – дъждовен червей.
- Най-голяма група са Членестоногите и по-точно насекомите, които спадат към тях.
  - Главоноги – октопод, сепия, калмар.

- Тип Гръбначни се разделят на 5 класа:
  - Риби – хрущялни и костни
  - Земноводни – жаби, тритони, саламандри.
  - Влечуги – змии, гущери, костенурки
  - Птици
  - Бозайници – яйценосни, торбести, прилепи, гризачи, кучета, котки, чифтокопитни, нечифтокопитни, китове, тюлени, полумаймуни, маймуни